# Taraxacum novae-zemliae
Taraxacum novae-zemliae là một loài thực vật có hoa trong họ Cúc. Loài này được Holmboe miêu tả khoa học đầu tiên.